# Salvia lavanduloides
Salvia lavanduloides, conocida comúnmente como alucema, es una especie de planta de la familia de las lamiáceas, nativa de Norteamérica.

## Descripción, distribución y hábitat
Salvia lavanduloides es una hierba perenne de 0.5 a 1 m de alto. Los tallos son cuadrangulares y retorso-pubescentes. Las hojas son cortamente pecioladas (2 a 4 mm), pubescentes, angostamente elípticas, de hasta 9 cm de largo y hasta 1.5 cm de ancho, con el ápice agudo. Las brácteas son cortamente pecioladas, pequeñas, ovadas, agudas y pubescentes. La inflorescencia es una espiga con flores bilabiadas de color azul añil, agrupadas en verticilos. Cáliz de hasta 7 mm de largo; corola de 1 cm de largo; labio superior lanoso, de 2 mm; labio inferior de 4 mm de largo y de 5 mm de ancho. El fruto es una núcula encerrada en el cáliz, con semillas recubiertas de mucílago.
Salvia lavanduloides se distribuye de México (Sinaloa y Chihuahua) a Costa Rica. Habita preferentemente en bosques mixtos de pino y encino, así como claros adyacentes, en regiones de clima templado subhúmedo.

## Taxonomía
Salvia lavanduloides fue descrita en 1818 por Carl Sigismund Kunth en Nova Genera et Species Plantarum 2: 287.
Etimología
Ver: Salvia
lavanduloides: epíteto que significa "similar a la lavanda"

### Sinonimia
- Salvia fratrum Standl.
- Salvia humboldtiana Schult.
- Salvia lavanduloides var. hispida Benth.
- Salvia lavanduloides var. latifolia Benth.
- Salvia purpurina La Llave[2][nota 1]

## Usos
Como varios miembros de su género, la especie contiene diterpenos, unos compuestos orgánicos de uso potencialmente terapéutico. Específicamente, Salvia lavanduloides se emplea en medicina tradicional en el tratamiento de padecimientos del aparato digestivo (diarrea, dolor abdominal, vómito etc.), especialmente como infusión de las hojas.

## Nombres comunes
Los nombres comunes de Salvia lavanduloides incluyen: altamiza, alucena, azulilla, cenicilla, poleo y salvia morada.